# Silvia de Tapia
Silvia de Tapia, född 5 januari 1940, är en mexikansk bågskytt. Hon deltog vid olympiska sommarspelen 1972.